# Англо-японски съюз
Англо-японският съюз (на английски: Anglo-Japanese Alliance; на японски: 日英同盟) е военен съюз между Великобритания и Япония, като е в сила през 1902-1923 година.
Подписването на договора в Лондон на 30 януари 1902 година е разглеждано като символичния край на британската политика на блестяща изолация. Той е посрещнат критично от повечето други Велики сили, но изпълнява основната си цел, като предотвратява намесата на Франция в помощ на Русия през Руско-японската война от 1904-1905 година. Съюзът става причина и за намесата на Япония в Първата световна война на странат на Антантата.
Според българския историк Георги Стефанов един руско-японски конфликт би направил от Франция много сговорчив английски съюзник срещу нарастващата германска имперска мощ, в която Британия вижда основната опасност за бъдещето на империята си.